# Kanton Saint-Pons-de-Thomières
Saint-Pons-de-Thomières is een kanton van het Franse departement Hérault. Het kanton maakt deel uit van het arrondissement Béziers.

## Gemeenten
Het kanton Saint-Pons-de-Thomières omvatte tot 2014 de volgende 9 gemeenten:
- Boisset
- Courniou
- Pardailhan
- Rieussec
- Riols
- Saint-Jean-de-Minervois
- Saint-Pons-de-Thomières (hoofdplaats)
- Vélieux
- Verreries-de-Moussans

Bij de herindeling van de kantons door het decreet van 26 februari 2014, met uitwerking op 22 maart 2015, werden daar volgende 50 gemeenten aan toegevoegd :
- Agel
- Aigne
- Aigues-Vives
- Assignan
- Azillanet
- Babeau-Bouldoux
- Beaufort
- Berlou
- Cambon-et-Salvergues
- Capestang
- Cassagnoles
- Castanet-le-Haut
- La Caunette
- Cazedarnes
- Cébazan
- Cessenon-sur-Orb
- Cesseras
- Colombières-sur-Orb
- Creissan
- Cruzy
- Félines-Minervois
- Ferrals-les-Montagnes
- Ferrières-Poussarou
- Fraisse-sur-Agout
- La Livinière
- Minerve
- Mons
- Montels
- Montouliers
- Olargues
- Olonzac
- Oupia
- Pierrerue
- Poilhes
- Prades-sur-Vernazobre
- Prémian
- Puisserguier
- Quarante
- Roquebrun
- Rosis
- Saint-Chinian
- Saint-Étienne-d'Albagnan
- Saint-Julien
- Saint-Martin-de-l'Arçon
- Saint-Vincent-d'Olargues
- La Salvetat-sur-Agout
- Siran
- Le Soulié
- Vieussan
- Villespassans